# غاريت بندر
غاريت بندر (بالإنجليزية: Garrett Bender) هو لاعب اتحاد الرغبي أمريكي، ولد في 2 ديسمبر 1991.

## وصلات خارجية
- غاريت بندر على موقع اللجنة الأولمبية الدولية (الإنجليزية)
- غاريت بندر على موقع أوليمبيديا (الإنجليزية)
- غاريت بندر على موقع اللجنة الأولمبية والبارالمبية الأمريكية (الإنجليزية)